# Helena Tyszkiewicz
Helena Tyszkiewicz (ur. 12 lutego 1928 w Dulsku w woj. kujawsko-pomorskim, zm. 28 lutego 2023) – polska bibliotekarka, poetka, pisarka, publicystka, animatorka życia kulturalnego i artystycznego ziemi braniewskiej.

## Życiorys

### Rodzina i wczesne lata
Urodziła się w rodzinie rolnika Antoniego. Ojciec był bardzo oczytany i dużo pisał. Fragment jego wspomnień ukazał się w książce „Wspomnienia chłopów z 1939–1948”. Miała czwórkę rodzeństwa. Brat Longin zginął w 1947 od wybuchu miny podczas gaszenia pożaru lasu, zaś trzy siostry – Stefania, Zofia i Irena – również zostały bibliotekarkami. Po przejściu frontu Armii Czerwonej od lutego 1945 do czerwca 1946 mieszkała w Wąbrzeźnie i kształciła się w miejscowym gimnazjum żeńskim. Pisała i publikowała już swoje pierwsze wiersze w prasie lokalnej. W czerwcu 1946 roku przyjechała do niewielkiej Płoskini w powiecie braniewskim. Przez wiele lat była związana z Płoskinią i Braniewem. W latach 1946–1951 pracowała z dziećmi w przedszkolu w Płoskini oraz w świetlicy spółdzielczej w Płoskini z młodzieżą. Przez prawie 5 lat mieszkała z mężem i dziećmi we Fromborku, w 1956 zamieszkali na stałe w Braniewie. Najpierw pracowała na poczcie.

### Działalność bibliotekarska i społeczna
W roku 1965 została kierowniczką Gromadzkiej Biblioteki Publicznej w Braniewie, na którym to stanowisku pozostawała przez pięć kolejnych lat. Biblioteka gminna mieściła się wówczas w jednym lokalu wspólnie z nowo utworzonym oddziałem dla dzieci Powiatowej i Miejskiej Biblioteki Publicznej w Braniewie. Jej głównym celem było podjęcie starań o pozyskanie oddzielnego lokum, uporządkowanie księgozbioru bibliotecznego i, przede wszystkim, podjęcie pracy w terenie, ażeby zorganizować jak najgęstszą sieć bibliotek wiejskich w gminie.
Były to bowiem czasy, gdy nie dowożono dzieci wiejskich do szkoły w Braniewie. Brak środków transportu wymuszał tworzenie szkół w małych wioskach, które nie posiadały często żadnego zaplecza dydaktycznego. Na terenie gmin i gromad, które weszły później w skład gminy Braniewo, szkoły takie po wojnie utworzono w: Białczynie, Gronowie, Jarocinie, Klejnowie, Lipowinie, Nowej Pasłęce, Krasnolipiu, Krzewnie, Pęciszewie, Piotrowcu, Rogitach, Rosinach, Stępniu (przeniesiona z Garbiny w 1954), Szylenach, Świętochowie, Woli Lipowskiej, Zakrzewcu, Zawierzu i Żelaznej Górze.
Dzięki wysiłkowi Heleny Tyszkiewicz – która niczym Siłaczka docierała do kolejnych wsi z pomocami dydaktycznymi, częstokroć przychodząc z książkami na piechotę, rowerem, wozem konnym lub traktorem – po 2 latach działalności biblioteka gminna posiadała już 14 punktów bibliotecznych, ulokowanych w wiejskich szkołach i świetlicach. W 1964 również dla siedziby biblioteki gminnej w Braniewie udało się jej pozyskać własny lokal.
W 1968 Helena Tyszkiewicz została oddelegowana do pracy w oddziale dla dzieci Powiatowej i Miejskiej Biblioteki Publicznej w Braniewie, w której pracowała w latach 1969–1975. W 1976 powróciła ponownie do pracy w Bibliotece Publicznej Gminy Braniewo. Pracowała w niej do roku 1997 (od 1991 będąc już na emeryturze), dalej współtworząc życie kulturalne gminy Braniewo. Wykonywała szeroko zakrojoną pracę z dziećmi i młodzieżą w zakresie prowadzenia zespołów teatralnych i muzycznych, organizowała liczne wystawy książek oraz plenery malarsko-rzeźbiarskie. Organizowała liczne konkursy literackie i spotkania z ludźmi kultury, pisarzami, poetami, patriotami lokalnymi. Pod jej zarządem biblioteka znacznie się rozrosła, tworząc w wielu miejscowościach gminy punkty biblioteczne (łącznie w dziejach działalności biblioteki gminnej było ich 24).

### Działalność poetycka i literacka
W życiu prywatnym jej pasją od najmłodszych lat była poezja, która, jak pisała, „była dla niej ucieczką w lepszy, wspaniały świat”.
Inny, osobisty rodzaj jej twórczości poetyckiej stanowią stworzone przez nią treny, napisane po wstrząsającym wydarzeniu – tragicznej śmierci w 1983 roku jej 27-letniego syna Krzysztofa Tyszkiewicza, również poety. Wiersze napisane po śmierci syna wydała w zbiorze „Zatrzymany czas” (1997), w którym zawarła również wiersze napisane przez syna. W 1995 ukazała się jej książka „Poezja sercem śpiewana”. W 2005 roku jej wiersze ukazały się również w zbiorze „Ziemia elbląska sercem najbliższa”. Wyrażała w nich swoją perspektywę do osiedlenia się na obcych Ziemiach Odzyskanych.
Praca kulturalna i oświatowa z dziećmi i młodzieżą stała się dla niej inspiracją do rozpoczęcia działalności literackiej z myślą o tych podopiecznych. W roku 2002 wydała drukiem „Legendy”, przedstawiające legendy o Braniewie i okolicach w formie scenariusza (Legenda o Braniewie, Legenda o starym pałacu w Rudłowie, Legenda o diamentowym pierścieniu). Również była autorką adaptacji innych baśni i legend. Ponadto publikowała artykuły w prasie regionalnej i ogólnopolskiej. Była współautorką szkicu wspomnieniowego o pisarzu Władysławie Gębiku pt. „Mądry przed szkodą” (1991) oraz współautorką (wspólnie z Franciszkiem Chruścielem) książki „Z dziejów gminy Braniewo” (2000), przedstawiającej historię gminy Braniewo oraz historię powstania i działalności Biblioteki Publicznej Gminy Braniewo w latach 1945–2000. Na początku lat 90. brała udział w tworzeniu nowego czaspisma lokalnego – IKAT-a.
Zmarła 28 lutego 2023 roku. Pochowana została 4 marca po mszy żałobnej w bazylice mniejszej św. Katarzyny na miejscowym cmentarzu przy ul. Morskiej, w grobie przy swoim przedwcześnie zmarłym synu-poecie Krzysztofie.

## Odznaczenia i nagrody
W uznaniu za jej pracę oraz liczne dokonania została uhonorowana wieloma odznaczeniami państwowymi, przyznanymi za działalność społeczną oraz kulturalną na rzecz ziemi braniewskiej oraz okolic, między innymi otrzymała Odznakę „Zasłużony Działacz Kultury” oraz odznakę honorową „Zasłużony dla Warmii i Mazur”. W 2004 za wybitne zasługi dla rozwoju bibliotekarstwa i upowszechniania kultury została odznaczona przez prezydenta RP Krzyżem Kawalerskim Orderu Odrodzenia Polski.